# ديزي نونيز
ديزي نونيز دي سوزا (ولدت في 30 مارس 1968) هي عارضة أزياء برازيلية من أصل أفريقي. كانت أول امرأة من أصل أفريقي تحصل على لقب ملكة جمال البرازيل. بعد فوزها بلقب ملكة جمال البرازيل 1986، شاركت في مسابقة ملكة جمال أمريكا الجنوبية في فنزويلا، حيث حصلت على المركز الثالث وحازت على جائزة أفضل زي تقليدي. ثم مسابقة ملكة جمال الكون 1986 التي أقيمت في مدينة بنما، وأنهت المسابقة في المركز السادس ضمن أفضل 10 متسابقات.
بعد مسيرتها في مسابقات الجمال، أسست نونيس مدرسة دييس نونيس لعروض الأزياء في بورتو أليغري، والتي تُعدّ عارضات أزياء للعمل في مجال الأزياء. كانت مارثينا براندت (ملكة جمال البرازيل 2015) إحدى طالباتها. كما ظهرت على التلفزيون البرازيلي، كما في إحدى حلقات مسلسل "تارسيسيو إي غلوريا" وكعضوة لجنة تحكيم ضيفة في برنامج "كاسينو دو تشاكرينها"، وكلاهما على شبكة ريدي غلوبو.

## نشأتها
وُلِد ديزي نونيز في 30 مارس 1968 في في سانتا كاسا دي ميزيريكورديا في بورتو أليغري وهي ابنة آنا ماريا نونيس، أم عزباء حملت في السابعة عشرة من عمرها، ونشأت مع والدتها في منزل العائلة الذي كانت تعمل فيه، في حي بتروبوليس، بورتو أليغري، وتلقى تعليمه في مدرسة سانتا إينيس. عملت والدتها خادمة منزلية في تغسل الملابس للآخرين من أجل مضاعفة ميزانيتها، قامت بتربية وتعليم ملكة جمال المستقبل بالأساسيات، ولكن بكرامة كبيرة، حتى تتمكن من الوصول إلى مستويات اجتماعية أعلى من تلك التي حققتها بنفسها، أنهت دييس دراستها في عام 1985 في كلية سانتا إينيس في بورتو أليغري.

## مسيرتها المهنية
أصبحت عارضة أزياء محترفة عام 1984 عندما اكتشفها المدير الاجتماعي آنذاك لنادي سبورت كلوب إنترناسيونال، باولو فرانشيني، شاركت في العديد من مسابقات الجمال، بما في ذلك تتويجها ملكة حمامات السباحة في ريو غراندي دو سول في عام 1984. حيث تنافست لصالح نادي سبورت إنترناسيونال. وبعد عامين سجلتها والدتها في مسابقة ملكة جمال ريو غراندي دو سول، في ذلك الوقت حاولت التنافس على مدينة بورتو أليغري مسقط رأسها، لكنها لم تجد الدعم في بلدية بورتو أليغري، وبما أنها كانت تزور كانيلا بشكل متكرر، فقد خطرت لوالدتها فكرة طلب الدعم من مجلس المدينة وقد تبنى رئيس البلدية في ذلك الوقت الفكرة، ومثلت دييس نونيس البلدية في المسابقة على مستوى الولاية، التي أقيمت في ذلك الوقت في ساو باولو، فازت بمسابقة ملكة جمال ساو باولو على الرغم من التحيز الذي واجهته عند الفوز باللقب.
جاء افضل مسيرتها عام 1986، عندما فازت بمسابقات ملكة جمال كانيلا، وملكة جمال ريو غراندي دو سول، وأخيرًا ملكة جمال البرازيل 1986 في عمر 21 عاماً، وأول امرأة سوداء تحقق مثل هذا الإنجاز، بعد فوزها بلقب ملكة جمال البرازيل في مايو 1986، أصبحت دييس أول برازيلية من أصل أفريقي تحقق مثل هذا الانجاز في البلاد، كاسرة بذلك أحد المحرمات. تقول ديزي إنها لم تواجه العنصرية أبدًا عندما كانت صغيرة، لا في المنزل ولا في المدرسة، ناهيك عن جيرانها. لكن تعرضت للتمييز العنصري في عالم مسابقات الموضة والجمال. بالتالي أول برازيلية سوداء تتنافس في مسابقة ملكة جمال الكون، والتي كانت واحدة من المتأهلين إلى الدور نصف النهائي، حيث احتلت المركز السادس، بالإضافة إلى حصولها على المركز الثاني في فئة "أفضل زي".

## حياتها الشخصية
واعدت المغني الإسباني خوليو إغليسياس في علاقة رومانسية استمرت لمدة عام تقريبًا، وكانت لها علاقة قصيرة مع نجم الكرة القدم البرازيلي بيليه عام 1986. في أواخر الثمانينيات ، بدأت علاقة مع رجل الأعمال لير فيرست، الذي تزوجته وأنجبت منه طفلين هما بيدرو وجوليا.